# 2e étape du Tour d'Espagne 2009

La deuxième étape du Tour d'Espagne 2009 s'est déroulée le 30 août 2009 entre Assen et Emmen aux Pays-Bas sur 202 kilomètres. Elle a été remportée par l'Allemand Gerald Ciolek.

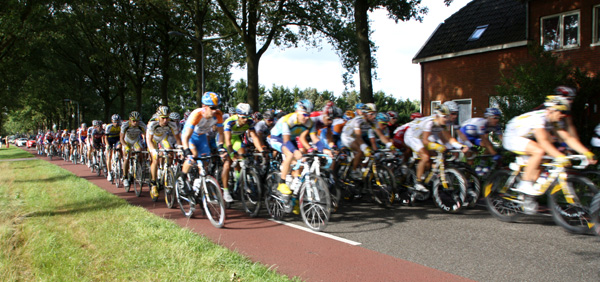
Le peloton dans Gasselte, dans la province de Drenthe.

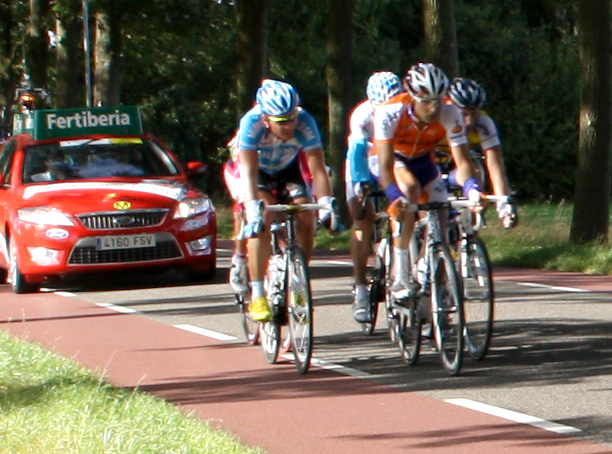
Les cinq échappés de la 2e étape.

## Parcours
Le profil de l'étape est totalement plat. Seule une côte de 4e catégorie est au programme, elle permet d'attribuer les premiers points pour le maillot de meilleur grimpeur.

## Récit
L'étape est marquée par l'échappée de cinq coureurs  Francisco José Martínez (Andalucia), Tom Leezer (Rabobank), Dominik Roels (Milram), Lieuwe Westra (Vacansoleil) et David García Dapena (Xacobeo). Ils comptent jusqu'à 8 minutes d'avance. Finalement, le peloton revient sur les coureurs à 10 kilomètres de l'arrivée. Gerald Ciolek remporte sa deuxième victoire de la saison en battant au sprint l'Italien Fabio Sabatini et le Britannique Roger Hammond.

L'allure du peloton sur la fin d'étape cause une cassure où certains favoris à la victoire finale, comme Fränk Schleck, Alexandre Vinokourov ou Samuel Sánchez ont perdu 18 secondes. Andy Schleck a, lui, concédé 30 secondes.

## Classement de l'étape
|    | Coureur            | Pays        | Équipe                | Temps           |
| -- | ------------------ | ----------- | --------------------- | --------------- |
| 1  | Gerald Ciolek      | Allemagne   | Team Milram           | 4 h 43 min 12 s |
| 2  | Fabio Sabatini     | Italie      | Liquigas              | m.t.            |
| 3  | Roger Hammond      | Royaume-Uni | Cervélo TestTeam      | m.t.            |
| 4  | André Greipel      | Allemagne   | Team Columbia-HTC     | m.t.            |
| 5  | Tyler Farrar       | États-Unis  | Garmin-Slipstream     | m.t.            |
| 6  | Leonardo Duque     | Colombie    | Cofidis               | m.t.            |
| 7  | Jürgen Roelandts   | Belgique    | Silence-Lotto         | m.t.            |
| 8  | Tom Boonen         | Belgique    | Quick Step            | m.t.            |
| 9  | Davide Viganò      | Italie      | Fuji-Servetto         | m.t.            |
| 10 | Sébastien Chavanel | France      | La Française des jeux | m.t.            |

## Classement général
|    | Coureur             | Pays       | Équipe            | Temps           |
| -- | ------------------- | ---------- | ----------------- | --------------- |
| 1  | Fabian Cancellara   | Suisse     | Team Saxo Bank    | 4 h 48 min 32 s |
| 2  | Gerald Ciolek       | Allemagne  | Team Milram       | + 8 s           |
| 3  | Tom Boonen          | Belgique   | Quick Step        | + 9 s           |
| 4  | Tyler Farrar        | États-Unis | Garmin-Slipstream | + 12 s          |
| 5  | Jens Mouris         | Pays-Bas   | Vacansoleil       | + 14 s          |
| 6  | Daniele Bennati     | Italie     | Liquigas          | + 16 s          |
| 7  | David García Dapena | Espagne    | Xacobeo Galicia   | + 18 s          |
| 8  | Ivan Basso          | Italie     | Liquigas          | + 18 s          |
| 9  | Alejandro Valverde  | Espagne    | Caisse d'Épargne  | + 18 s          |
| 10 | Bert Grabsch        | Allemagne  | Team Columbia-HTC | + 19 s          |

## Classements annexes
| Classement par points | Classement par points | Classement par points | Classement par points | Classement par points |
| Rang                  | Cycliste              | Pays                  | Équipe                | Pts                   |
| --------------------- | --------------------- | --------------------- | --------------------- | --------------------- |
|                       | Tom Boonen            | Belgique              | Quick Step            | 28                    |
| 2                     | Tyler Farrar          | États-Unis            | Garmin-Transitions    | 28                    |
| 3                     | Fabian Cancellara     | Suisse                | Team Saxo Bank        | 25                    |

| Grand Prix de la montagne | Grand Prix de la montagne | Grand Prix de la montagne | Grand Prix de la montagne | Grand Prix de la montagne |
| Rang                      | Cycliste                  | Pays                      | Équipe                    | Pts                       |
| ------------------------- | ------------------------- | ------------------------- | ------------------------- | ------------------------- |
|                           | Tom Leezer                | Pays-Bas                  | Rabobank                  | 0                         |
| 2                         | -                         |                           |                           |                           |
| 3                         | -                         |                           |                           |                           |

| Combiné | Combiné           | Combiné   | Combiné        | Combiné |
| Rang    | Cycliste          | Pays      | Équipe         | Pts     |
| ------- | ----------------- | --------- | -------------- | ------- |
|         | Fabian Cancellara | Suisse    | Team Saxo Bank | 4       |
| 2       | Tom Boonen        | Belgique  | Quick Step     | 4       |
| 3       | Gerald Ciolek     | Allemagne | Team Milram    | 6       |

| Classement par équipes | Classement par équipes | Classement par équipes | Classement par équipes | Classement par équipes |
| Rang                   | Pays                   | Équipe                 | Temps                  |                        |
| ---------------------- | ---------------------- | ---------------------- | ---------------------- | ---------------------- |
|                        | Liquigas               | Italie                 | en 14 h 26 min 27 s    |                        |
| 2                      | Team Saxo Bank         | Danemark               | + 3 s                  |                        |
| 3                      | Garmin-Transitions     | États-Unis             | + 6 s                  |                        |